# マニラ港

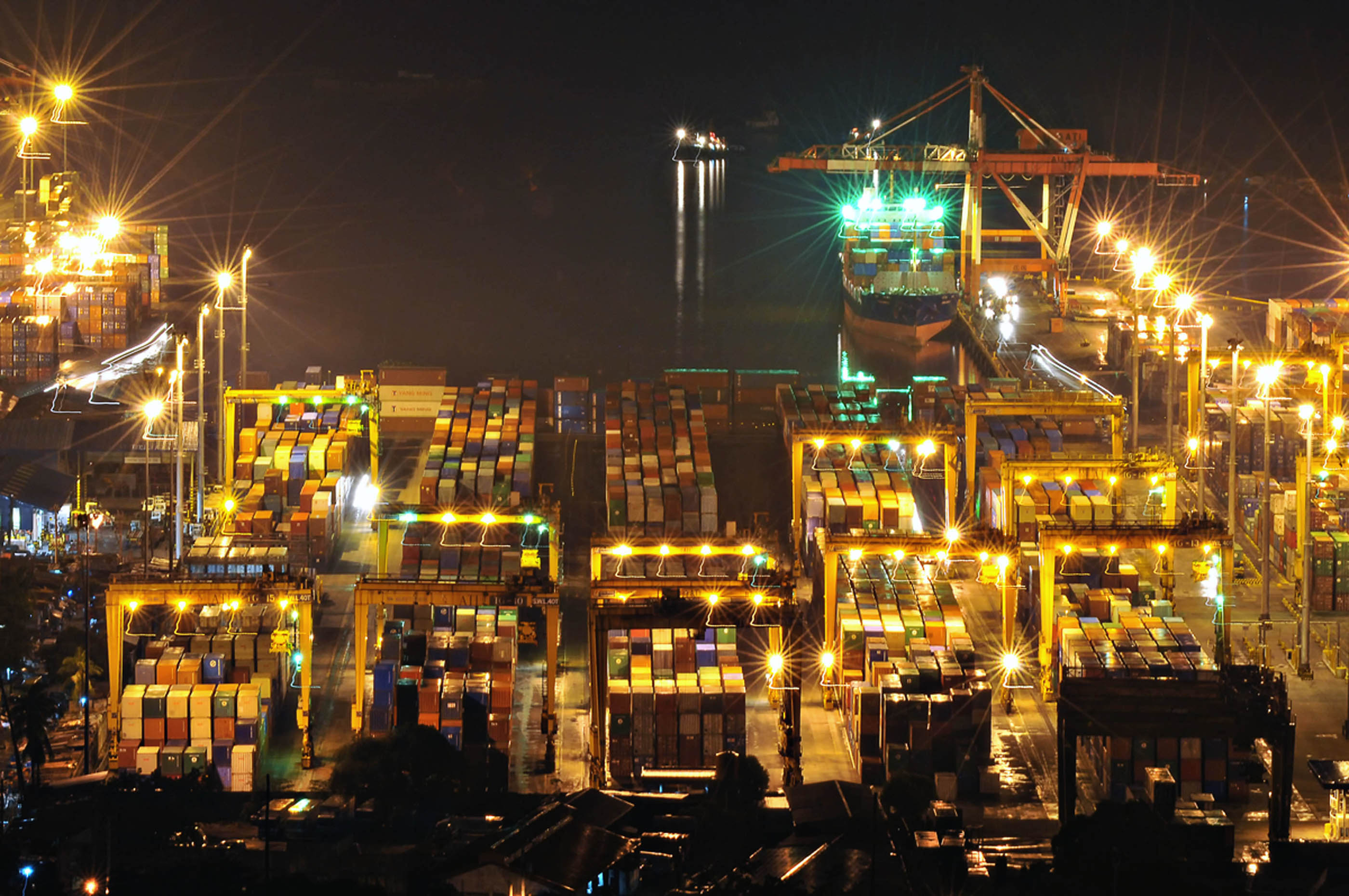
夜のマニラ港

マニラ港（マニラこう）は、フィリピンルソン島マニラ湾に位置する国際港湾である。

## 概要
古くから首都マニラの西側に面する良港として知られ、利用拡大が続けられてきた。フィリピン独立後は、フィリピン港湾庁の地方局により管理されている。2000年代のマニラ港は、大きく北港、南港、マニラ・インターナショナル・コンテナターミナル（MICT）、パシグ川沿いの小規模貨物ターミナルからなる。古い歴史を持つ北港は、フェリーターミナルが整備されフィリピン各地に向けた旅客船の発着や国内貨物の運行が、MICTと南港は、海外からのコンテナ貨物の荷役が行われており、大型のガントリークレーンがならぶ。国際海上コンテナ貨物の取扱量は、フィリピン全港湾の取扱量の82％を占める約1,800万トン（2005年）。取扱量は年々増加傾向にある。
2014年2月、マニラ市が市内の渋滞悪化を理由にコンテナを積載したトレーラーの通行規制を実施。これによりスムーズな搬出入ができなくなったコンテナが港内にあふれ、コンテナ船の入港にも長い時間を要することとなった。あまりの混乱ぶりに同年9月、フィリピン政府が介入に乗り出し、専用レーンの設定や移動されないコンテナに罰金をかけるといった措置を講じたが、期間限定であり実効性に関しては疑問符が出されている。そもそも通行規制以前より処理能力を超える貨物の増加傾向によりコンテナの滞留は慢性的であり、港の使いづらさという点では深刻な問題となっている。